# Coup d'État de 1977 aux Seychelles
Le coup d'État des Seychelles de 1977 intervient le 4 et 5 juin 1977 aux Seychelles, pays d'Afrique de l'Est et de l'océan Indien. Entre 60 et 200 partisans du Parti populaire uni seychellois, entraînés en Tanzanie, renversent le président de la République Sir James Mancham du Parti démocratique seychellois (SDP) alors qu'il assiste à la rencontre des chefs de gouvernement du Commonwealth à Londres au Royaume-Uni,.

## Déroulement
Les insurgés prennent le contrôle de points stratégiques sur l'île principale de Mahé, où se trouve la capitale Victoria. Le commissariat central est saisi « presque sans qu'aucun coup de feu ne soit tiré ». En revanche, un échange de tirs a lieu au commissariat de Mont Fleuri, où se trouve l'arsenal. Un policier et un des insurgés sont tués dans les combats.
Les comploteurs arrêtent six officiers des forces armées britanniques, qui conseillent la police des Seychelles depuis 1976, lorsque les Seychelles ont obtenu leur indépendance du Royaume-Uni. Les officiers et leurs familles, ainsi que le juge en chef de la Cour suprême, James Aiden O'Brien Quinn, un juge irlandais également prêté aux Seychelles par son gouvernement, sont transportés par avion en Europe.

## Conséquences
Le chef du Parti populaire uni seychellois et Premier ministre France-Albert René, qui nie avoir connaissance du plan, prête serment en tant que président et forme un nouveau gouvernement,.
Approché par les insurgés, René aurait accepté la présidence à trois conditions : que la sécurité des personnalités politiques soit garantie, que les accords internationaux restent en vigueur — dont celui permettant aux États-Unis de maintenir une station spatiale AFSCF à Mahé —, et que des élections soient prévues pour 1978, ses dernières ont finalement lieu en 1979,.